# Peter Paul Kirchebner

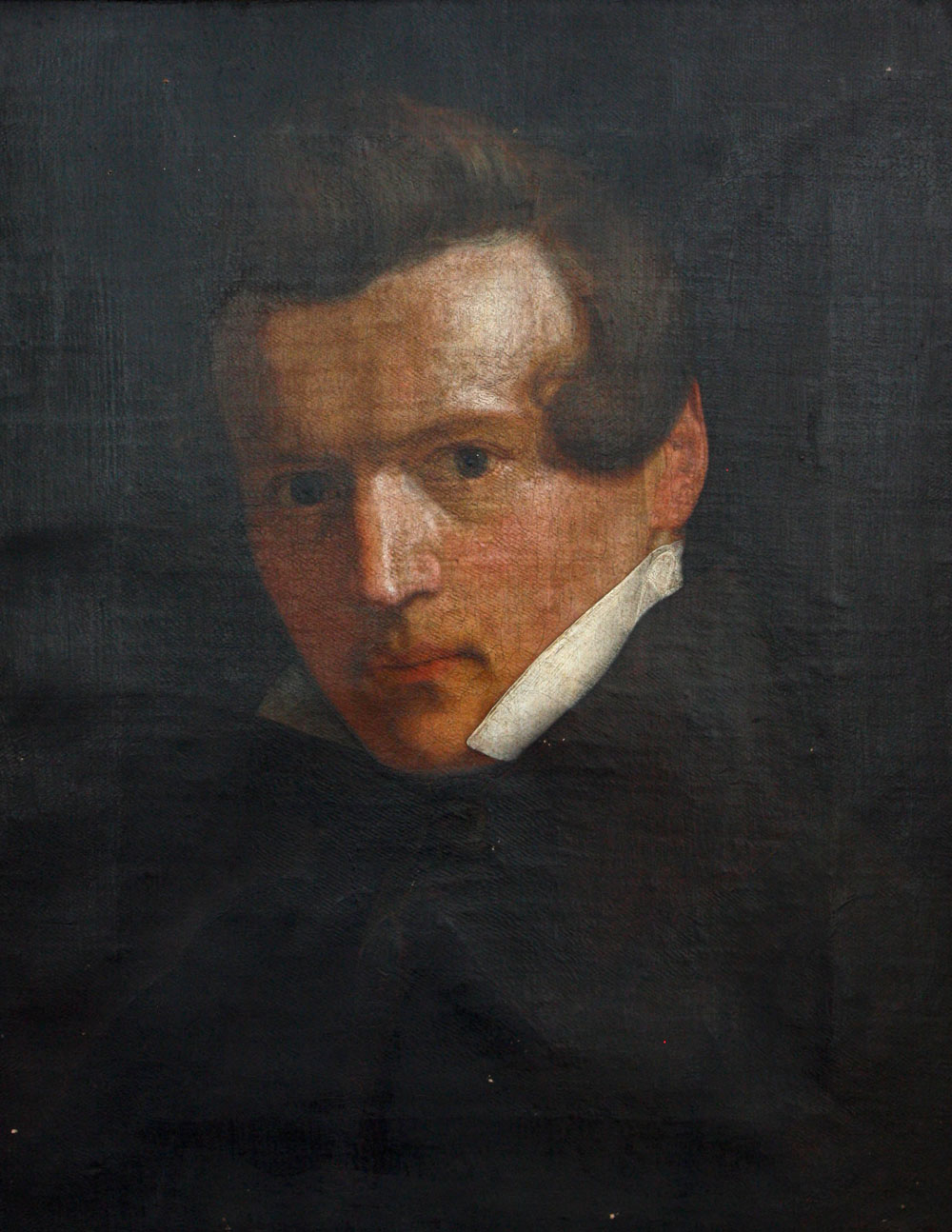
Selbstbildnis

Peter Paul Kirchebner (* 29. Juni 1812 in Axams; † 4. September 1846 in Fügen) war ein österreichischer Maler.

## Leben und Werk
Peter Paul Kirchebner wurde als Sohn des Malers Felix Kirchebner und Enkel des Malers Josef Anton Kirchebner in Axams geboren. Dank eines Stipendiums der Tiroler Landschaft studierte er von 1826 bis 1828 Historienmalerei bei Peter von Cornelius an der Akademie der bildenden Künste München und anschließend an den Akademien in Wien und Venedig.
Peter Paul Kirchebner starb mit 34 Jahren an einer Lungenentzündung und wurde auf dem Friedhof in Fügen beigesetzt.
Kirchebner war einer der wenigen Biedermeiermaler Tirols. Er malte Porträts, Landschaften und Nachtstücke. Daneben schuf er Vorlagen für Drucke, wie etwa um 1843/1844 zwölf Blätter Neueste Volkstrachten aus Tirol, die von seinem Bruder Anton Alois Kirchebner lithographiert wurden.